# 크루즈 패밀리 (시리즈)

영어 로고

《크루즈 패밀리》는 20세기 폭스/유니버설 픽처스가 배급하고 드림웍스 애니메이션이 제작한 애니메이션 미디어 프랜차이즈이다.

## 영화
- 《크루즈 패밀리》 (2013년)
- 《크루즈 패밀리: 뉴 에이지》 (2020년)

## 텔레비전 프로그램
- 《못말리는 크루즈 패밀리》 (2015년)

## 사운드트랙
- 《크루즈 패밀리》 (2013년)
- 《크루즈 패밀리: 뉴 에이지》 (2020년)